# Zeitschrift für Pflanzenernährung und Bodenkunde
Die Zeitschrift für Pflanzenernährung und Bodenkunde ist eine führende internationale Fachzeitschrift auf den Gebieten der Pflanzenernährung und Bodenkunde.

## Entwicklungsgeschichte
Die Zeitschrift wurde 1922 gegründet. Seitdem erscheint sie im Verlag Chemie, Berlin (heute: Wiley-VCH, Weinheim). Seit 1926 ist sie Organ der Deutschen Bodenkundlichen Gesellschaft. Der Titel der Zeitschrift wurde mehrfach geändert: zuerst erschien sie als "Zeitschrift für Pflanzenernährung und Düngung", ab 1936 als "Bodenkunde und Pflanzenernährung", ab 1946 als "Zeitschrift für Pflanzenernährung, Düngung und Bodenkunde", ab 1967 als "Zeitschrift für Pflanzenernährung und Bodenkunde" und ab 1999 als "Journal of Plant Nutrition and Soil Science".

## Inhalt und Struktur
Die Zeitschrift veröffentlicht wissenschaftliche Originalbeiträge aus dem gesamten Spektrum der Pflanzenernährung und Bodenkunde. Zu den thematischen Schwerpunkten gehören u. a. Forschungsergebnisse aus den Bereichen Ernährungsphysiologie der Pflanzen, Düngung, Qualität von pflanzlichen Produkten, Bodenchemie, Bodenphysik, Bodenbiologie, Bodenmineralogie, Bodengenetik, Bodenschutz und Bodenfruchtbarkeit. Zahlreiche Beiträge sind interdisziplinär konzipiert und beinhalten auch Themen zur Ökosystemforschung. Die Zeitschrift ist offen für Übersichtsbeiträge und Buchbesprechungen.
Seit 1975 wird die Zeitschrift gemeinsam von der Deutschen Bodenkundlichen Gesellschaft und der Deutschen Gesellschaft für Pflanzenernährung herausgegeben. Englischsprachige Beiträge, die erstmals 1973 aufgenommen wurden, sind heute Standard. Die Zeitschrift, die jährlich mit sechs Heften erscheint, benutzen die beiden herausgebenden Fachgesellschaften auch zur Unterrichtung ihrer Mitglieder über Tagungen und Stellenausschreibungen.